# Воронцовка (Город-курорт Сочи)
Воронцовка — село в Адлерском районе муниципального образования город-курорт Сочи Краснодарского края России. Входит в состав Кудепстинского сельского округа.

## География
Село находится в западной части края, в речной долине р. Большая Хоста.

## История
Согласно Закону Краснодарского края от 1 апреля 2004 года № 679-КЗ село Воронцовка вошло в состав образованного муниципального образования город-курорт Сочи.

## Население
| 2002 | 2010 |
| ---- | ---- |
| 130  | ↘127 |

Национальный состав
Согласно результатам переписи 2002 года, в национальной структуре населения русские составляли 77 % от 130 жителей.

## Инфраструктура
Социальные объекты в населённом пункте отсутствуют.

## Туризм
Имеется Воронцовская система пещера и Воронцовская пещера

## Транспорт
Доступен автомобильный транспорт. Остановка автобусного маршрута 127.